# 瓦西里·苏霍姆林斯基
瓦西里·亚历山德罗维奇·苏霍姆林斯基（俄语：Василий Александрович Сухомлинский；1918年9月28日—1970年9月2日），苏联教育家、儿童文学家。
他出生于乌克兰赫尔松省的一个农民家庭（今奥努夫里伊夫卡区）。1939年在波尔塔瓦师范学院函授部毕业。其后他参加了苏德战争并于1942年负伤。1948年至去世期间，他担任家乡巴甫雷什中学的校长。1955年获教育学副博士学位。1957年成为俄罗斯联邦共和国教育科学院的通讯院士，1968年任苏联教育科学院通讯院士。
他强调学生作为个人的整体和谐发展，关心儿童的幸福和自我表现。他就儿童教育写有40多部专著、600余篇论文，另外著有1000多篇童话故事。

## 主要作品
- 《给教师的一百条建议》
- 《把整个心灵献给孩子》
- 《和青年校长的谈话》
- 《巴甫雷什中学》
- 《公民的诞生》
- 《怎样培养真正的人》
- 《我把心献给孩子》
- 《学生的精神世界》
- 《教育的艺术》
- 《致女儿的信》
- 《失去的一天》